# Jérémie Delutel
Jérémie Delutel est un artiste peintre de l’école classique française né à Paris en 1657. Son nom est souvent cité dans les ouvrages ou les archives comme Jérémie de Lutel, ou Lutel et même Deleutel. Son véritable patronyme semble bien être Delutel comme l'atteste son acte de décès et divers actes notariés. 

## Biographie
Jérémie Delutel a été semble-t-il à ses débuts un apprenti de l’atelier de Pierre Mignard, dont il reproduira une version d’une de ses œuvres en 1692 « La Famille du Grand Dauphin », fils ainé de Louis XIV. Ce tableau reste actuellement exposé au Château de Versailles (Salle des gardes de la Reine Trianon (n** 118) et porte dans le catalogue Soulié le n° 2116). Dans la publication : Notes et renseignements supplémentaires communiqués par M. Clément de Ris dans Nouvelles archives de l'art français 1879 réédition de 1973, il est précisé par M. de Ris concernant cette œuvre : "Son examen démontre que Delutel était digne de son titre de " Peintre du Roi "... Ces qualités jointes à un certain aspect général autorisent à croire que Delutel était un des nombreux élèves de Mignard »

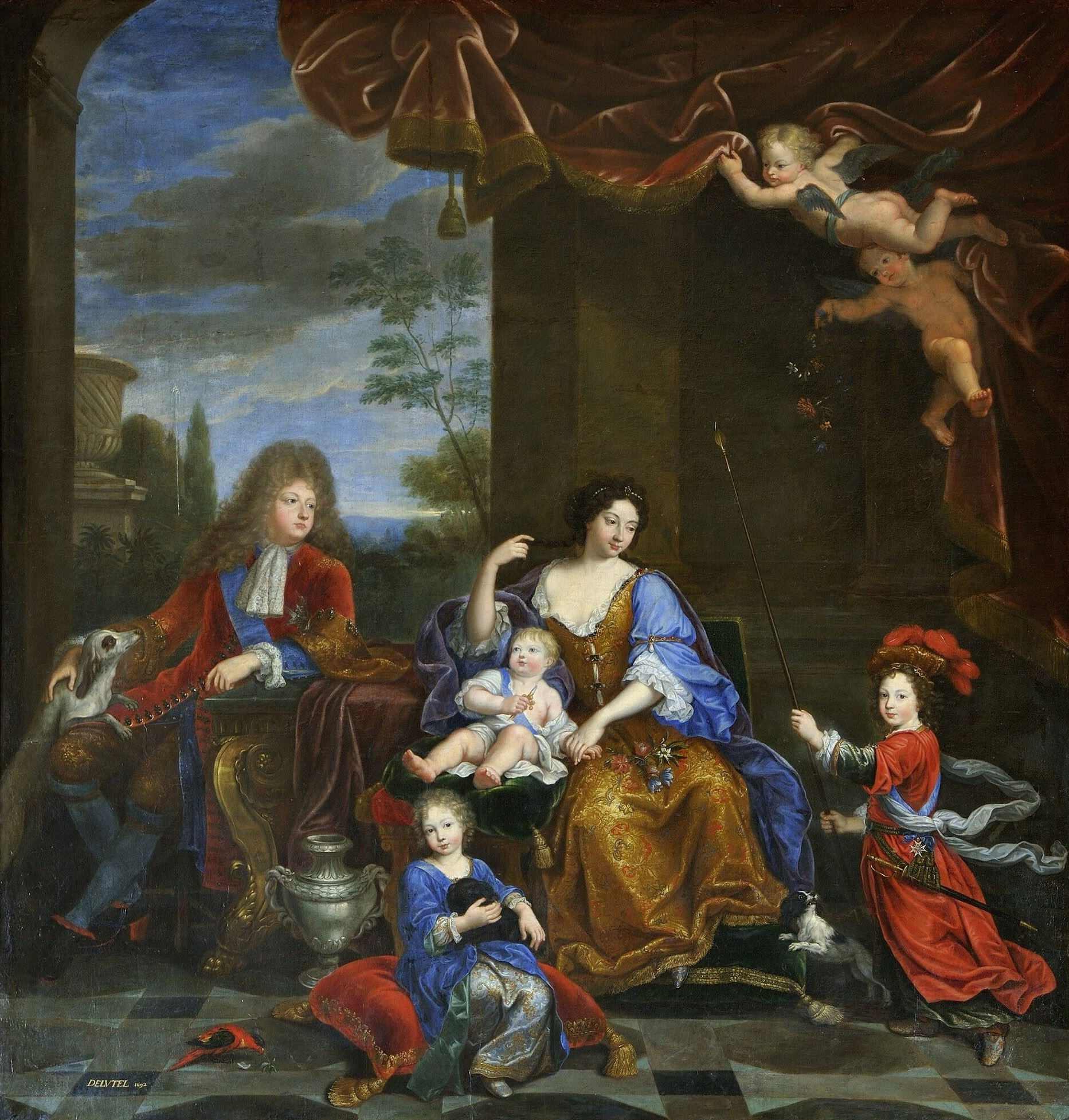
Famille du Grand Dauphin 1692 par Jérémie Delutel d'après Mignard

Jérémie Delutel entrera à l’Académie royale de peinture et de sculpture le 15 février 1677 où il aura pour professeur Gabriel Blanchard. Il sera admis en la Maitrise de l’Académie le 22 février 1681.
Le 4 avril 1682 Jérémie Delutel est nommé pour le Prix de l’Académie royale de peinture et de sculpture (Prix de Rome) en compétition notamment cette année-là avec Hyacinthe Rigaud, Gabriel Duvernay, Louis Laguerre, Cartou et Antoine Dieu. Le 3 octobre 1682, après une longue et difficile délibération du jury, c’est Hyacinthe Rigaud qui emporte le 1er prix de peinture et compte tenu d’une égalité de voix, il est décidé d’un tirage au sort pour attribuer le 2e prix entre Duvernay, La Guerre et Delutel. C’est finalement Duvernay qui sera désigné second par le sort et ainsi donc Delutel n’obtientra-t-il qu’un 3e prix.

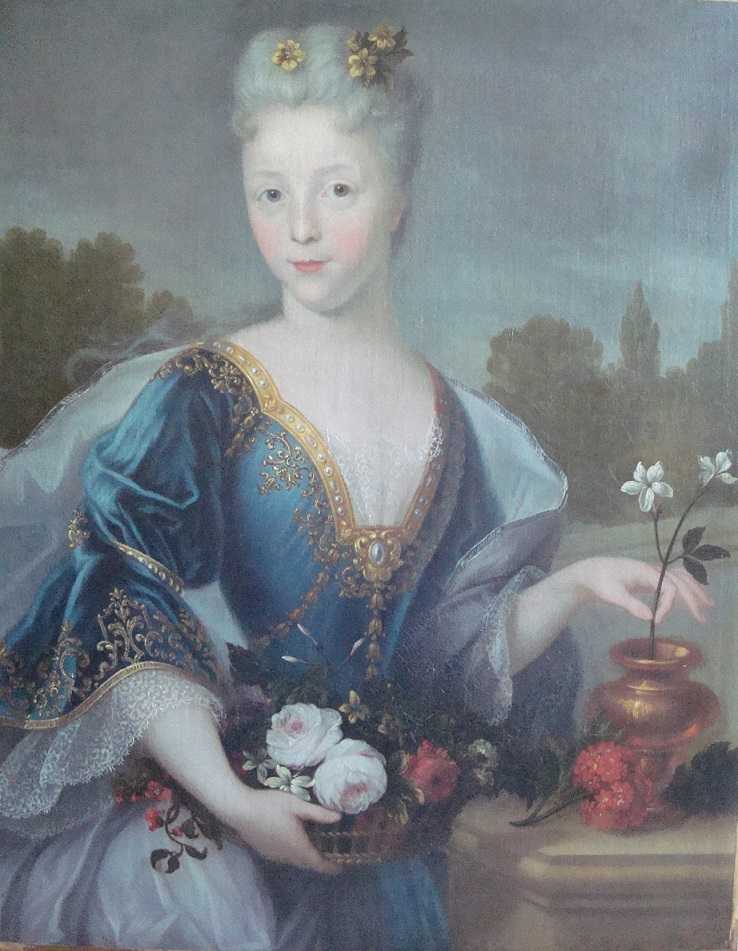
Portrait attribué à Jérémie Delutel vers 1700 (Collection privée) - Huile sur toile

Jérémie Delutel entamera une carrière de peintre et de portraitiste à la cour de Louis XIV au Château de Versailles et à la cour du Grand Dauphin son fils, au Château de Saint-Cloud où certaines de ses œuvres furent placées. Son style particulier y aurait peut-être influencé d’autres peintres un peu plus tardifs, comme Pierre Gobert, qui reprendra le vocabulaire de Delutel en représentant souvent de jeunes femmes aux visages un peu idéalisés, disposées dans des jardins imaginaires et cueillant des fleurs évocatrices soit de la fécondité soit de l'abondance.
Jérémie Delutel continuera semble-t-il à travailler avec son professeur Gabriel Blanchard qui en 1685, reçoit la commande de la décoration du château de Choisy-le-Roi que Mademoiselle de Montpensier, cousine du roi Louis XIV, vient de faire réaliser par l’architecte Jacques Gabriel. Un inventaire détaillé des tableaux présents au château de Choisy-le-Roi établi le 30 mai 1792 fait en effet apparaitre plusieurs œuvres importantes de Jérémie Delutel dont notamment :
- La Toilette de Vénus, représentant des femmes de la cour du Régent (Ce sont les quatre filles de ce prince)
- Le Mariage de sainte Catherine copié d'après Corrége
- Portrait d’un enfant
- Deux grands tableaux allégoriques représentant l’un la Famille du roi Louis XIV et l’autre la Famille du Régent (ces trois derniers tableaux étaient placés autrefois à Saint-Cloud)[7]

Les œuvres de Jérémie Delutel sont rares et très peu ont été répertoriées à ce jour. À sa mort le 8 avril 1728, Delutel lègue par acte notarié une collection de huit de ses tableaux dont un notamment à la communauté des peintres de l'académie de Saint-Luc (cotes MC/ET/XIX/665)
.